# Гюрсель, Недим
Недим Гюрсель (тур. Nedim Gürsel, 5 апреля 1951, Газиантеп) — турецкий писатель, живёт во Франции.

## Биография
Вырос в Балыкесире, воспитывался дедом. Закончил элитный Галатасарайский лицей в Стамбуле (1970). Рано начал печататься в периодике. Для учёбы в Сорбонне приехал в Париж, защитил диплом по творчеству Назыма Хикмета и Луи Арагона (1979). Из-за государственного переворота (1980) ещё на три года остался во Франции. Впоследствии делил жизнь между Парижем, где преподавал турецкую литературу в Сорбонне и Национальном институте языков и цивилизаций Востока (INALCO), и Стамбулом. C 1982 — сотрудник CNRS, руководитель исследований турецкой литературы.

## Творчество
Автор романов, новелл, эссе, дневников, путевых записок и другой прозы, переведенной на французский и многие другие европейские языки. Часть его книг была запрещена на родине, подверглась жесткой цензуре, в нескольких случаях (после выхода романа Дочери Аллаха и др.) писателю угрожало тюремное заключение.

## Избранные произведения
- Книга женщин/ Kadinlar Kitabi (1975, роман)
- Бесконечное лето/ Uzun Sürmüs Bir Yaz (1976)
- Первая женщина/ Ilk Kadin (1986)
- Стамбул, любовь моя/ Sevgilim Istanbul (1986, эссе)
- Последний трамвай/ Son Tramvay (1991, новеллы)
- Сен-Назерская газета/ Saint Nazaire Günlügü (1995)
- Возвращение на Балканы/ Balkanlara Dönüs (1995)
- Завоеватель/ Bogazkesen, Fatih’in Romani (1996, исторический роман)
- Назым Хикмет и турецкая народная литератураNâzim Hikmet ve Geleneksel Türk Yazisi (2000, эссе)
- Яшар Кемаль/ Yasar Kemal (2000, эссе)
- Арагон: вечное движение/ Aragon: Baskaldiridan Gerçege (2000, эссе)
- В краю пойманной рыбы: турецкое детство/ Sag Saglim Kavussak, Çocukluk Yillari (2004, автобиография)
- Дочери Аллаха/ Allah’in Kizlari (2008, роман)

## Публикации на русском языке
- В Журнальном зале Архивная копия от 30 октября 2013 на Wayback Machine
- Любовь после полудня. М.: ОГИ, 2010
- Завоеватель. М.: ОГИ, 2012

## Признание
Премия Академии турецкого языка (1976). Премия Abdi Ipekci (1986). Премия ПЕН-центра Франции За свободу (1986). Премия Стружских вечеров (1992) и др. премии. Орден искусств и литературы Франции (2004).